# ベルラーヘ (小惑星)
ベルラーヘ (4359 Berlage) は小惑星帯に位置する小惑星である。南アフリカのヨハネスブルグで、オランダの天文学者ヘンドリク・ファン・ヘントによって発見された。
オランダの天文学者、ヘンドリク・ペトルス・ベルラーヘに因んで命名された。